# Chiesa dei Santi Ambrogio e Carlo
La chiesa dei Santi Ambrogio e Carlo è la parrocchiale di Roncello, in provincia di Monza e Brianza e arcidiocesi di Milano; fa parte del decanato di Trezzo sull'Adda.
Si trova in piazza Sant'Ambrogio e, annessi all'edificio, vi sono la canonica e l'oratorio.
È stata consacrata il 24 ottobre 1875, anno del completamento della struttura principale (mancava il campanile). Essendo compresa nel decanato di Trezzo sull'Adda, la parrocchia adotta il rito romano.

## Storia

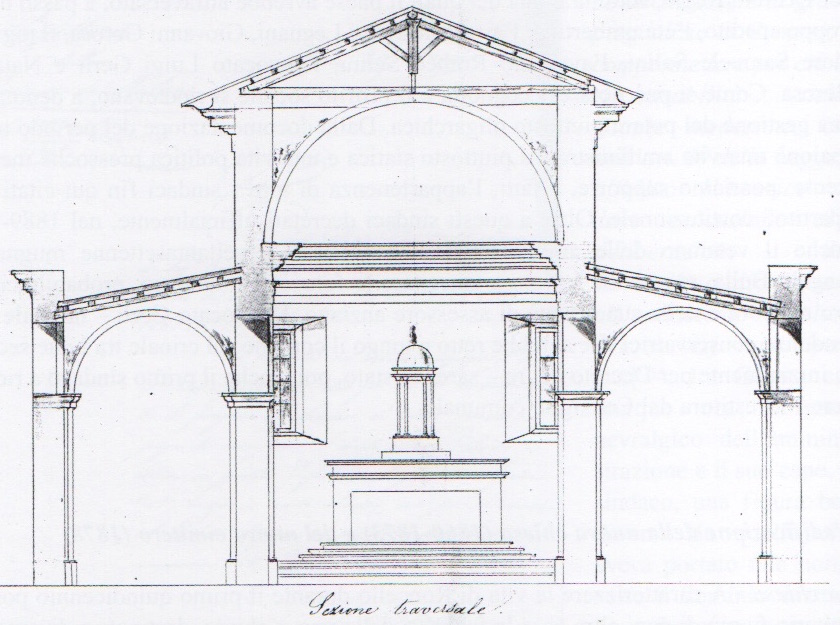
Sezione trasversale del progetto dell'ing. Rivoli, conservato nell'archivio del comune di Roncello

Progettata nel 1860 dall'ingegner Luigi Rivoli su commissione dei roncellesi, la costruzione della chiesa fu terminata nel 1863, con la sua consacrazione ai Santi Ambrogio e Carlo. La costruzione della chiesa fu permessa dall'arcivescovo Luigi Nazari di Calabiana che ordinò che la decrepita e vecchia chiesetta dedicata a Sant'Ambrogio fosse sistemata. La costruzione fu permessa dal generoso contributo di Domenico Scotti.
La chiesa fu dedicata a Sant'Ambrogio, in onore del vescovo di Milano, e a San Carlo Borromeo, in ricordo della sua visita in cui esprimeva la volontà di una nuova chiesa parrocchiale in ampliamento del vecchio oratorio, già nel 20 settembre 1566.
Il campanile per mancanza di fondi rimase per alcuni anni all'altezza dell'edificio; quando furono stanziati nuovi finanziamenti nel 1872 cominciò la sua elevazione che terminò nel 1873 con notevole altezza, per l'epoca divenne l'elemento più caratteristico dell'abitato visibile a molti chilometri di distanza, infatti è alto 33 metri. Nel 1875 a seguito di un'ulteriore raccolta di offerte, poté essere ordinato alla fonderia Bizzozero di Varese il concerto in Re bemolle di campane che avrebbe completato definitivamente la chiesa di Roncello. Il 19 dicembre 1875 le campane furono benedette dal prevosto di Trezzo don Angelo Camera e quindi installate al loro posto. Nel giugno 1885 a seguito di lavori di realizzazione della nuova chiesa e della canonica l'arcivescovo Luigi Nazari di Calabiana autorizzò il ritorno a Roncello della parrocchia, elevando a parrocchiale la chiesa.
Negli anni 1887-1888 si dotò la chiesa di un nuovo presbiterio con nuovi arredi forniti dalla ditta Artigianelli di Monza e di confessionali. Nel 1890 fu installato un pulpito ligneo dorato, in seguito ai decori dell'interno. Le forme del parapetto di movimenti barocchi sono decorate con bassorilievi. Il pulpito esiste ancora oggi.
Dalla data di costruzione nel tempo sono stati eseguiti vari lavori di ristrutturazione, gli ultimi nel 2005, 2010 e nel 2014 quando le vecchie porte della chiesa sono state sostituite con nuove in bronzo, su una delle quali è raffigurata la visita di San Carlo. L'antico legame di questa chiesa con la visita di San Carlo, oltre alla dedicazione della chiesa e la volontà del roncellesi di edificare un nuovo tempio di culto può essere rappresentato dal battistero del XVIII secolo posizionato oggi in fondo alla navata laterale sinistra, vicino alla porta. Nel 1997, venne sistemato anche l'organo, ormai non più funzionante, dotando la chiesa di un organo Orgelbau, della ditta Silvio Mauri.
In occasione del 150º anniversario della parrocchia, fu concessa anche l'indulgenza plenaria dalla Penitenzieria apostolica.
La festa patronale cade il 3 agosto, ma come per altre parrocchie della zona viene usualmente posticipata alla 3ª domenica di ottobre.

## Descrizione

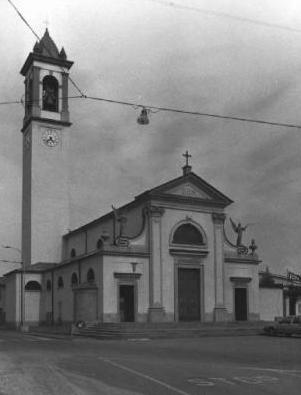
La chiesa parrocchiale in una foto degli anni '70 del Novecento.

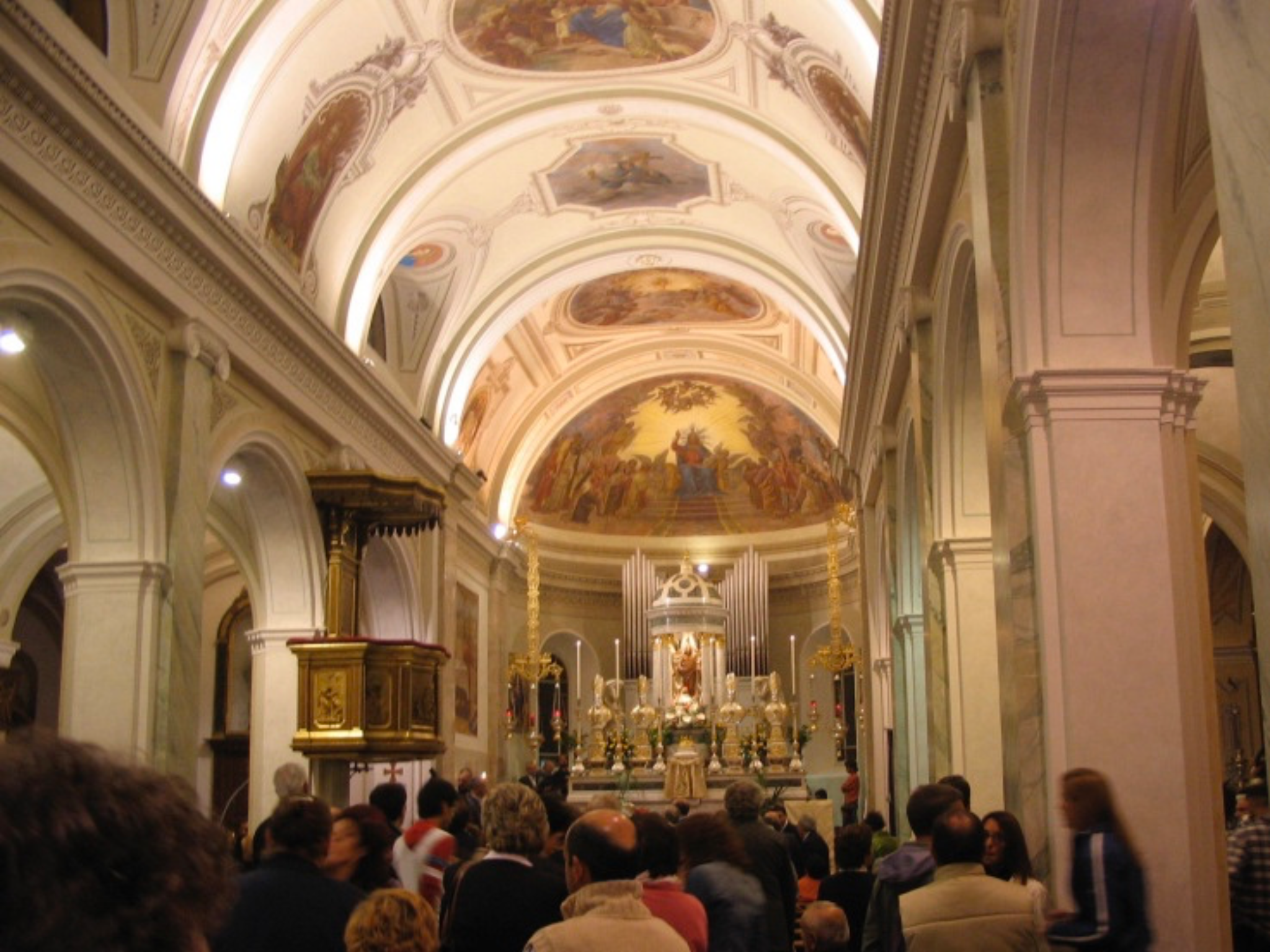
Navata centrale della chiesa

### Interno
La pianta della chiesa è a croce latina. Al suo interno si possono individuare tre navate, una centrale e due laterali. Guardando l'abside dalla navata laterale di destra c'è la sagrestia, mentre nella navata di sinistra c'è l'accesso al campanile. Sempre nella navata sinistra presso l'entrata c'è il fonte battesimale, risalente al 1743. La chiesa si presenta massiccia di carattere romanico lombardo, divisa in tre navate segnata da grossi pilastri squadrati collegati tra loro da movimenti di archi.
Nella navata laterale attraverso due porte di marmo si accede ad un ripostiglio dove sono riposti gli arredi sacri. La sagrestia è completamente racchiusa in armadi di legno scuro, tranne per una parete dove c'è la finestra. Lo stesso tipo di legno lo possiamo ritrovare nei confessionali posizionati a metà delle due navate laterali.
Oltre all'altare maggiore, ci sono tre cappelle laterali, una a sinistra dedicata alla Santa Croce e due a destra, una con il dipinto dei patroni e l'altra in cui è conservata la statua lignea della Madonna del Rosario.
Lo stile dell'edificio è neoclassico, con colonne, posizionate in spazi diversi della chiesa, ispirate ai tre ordini dei templi greci: dorico, ionico e corinzio. Infatti sulla facciata ci sono colonne doriche, nelle navate ioniche, nell'abside, nell'edicola a tempietto che sovrasta l'altare e nel tabernacolo corinzie.
La solida muratura della chiesa regge l'impianto della copertura a capriate di legno mascherate dalla volta a botte rasata a gesso su cannucciato di lago intonacato. Il pavimento è costituito da mattonelle di cemento policromi per creare alternanze floreali, mentre sul presbiterio in marmo.

#### Altare maggiore

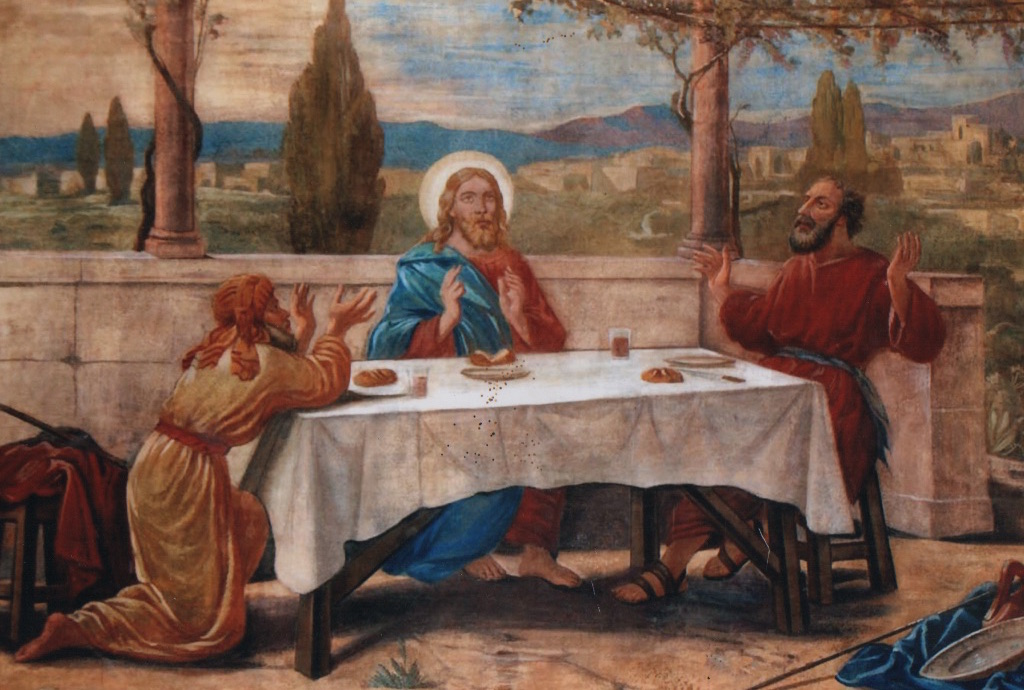
La cena di Emmaus, lato sinistro dell'abside

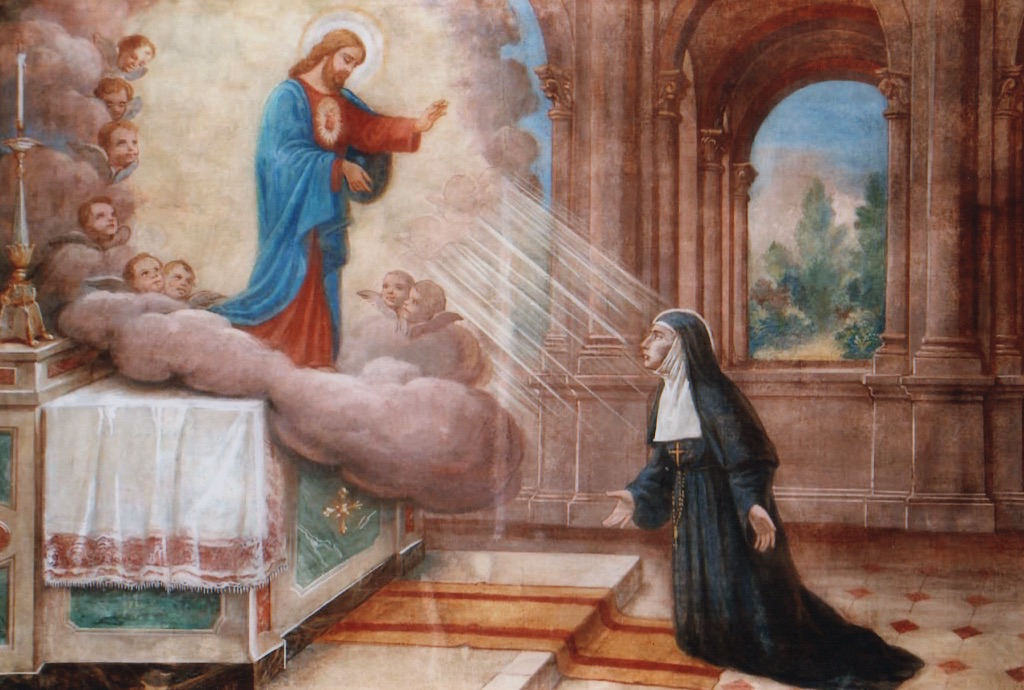
L'apparizione del Sacro Cuore a Santa Margherita, lato destro dell'abside

Nell'altar maggiore della chiesa sono rappresentate, una a sinistra l'altra a destra La cena di Emmaus e L'apparizione del Sacro Cuore a Santa Margherita. Entrambi gli affreschi sono realizzati in modo tale da ampliare lo spazio del presbiterio: la loro prospettiva, infatti, è costruita in modo tale che la scena si sviluppi verso l'esterno. Sono stati restaurati nel 2005. 
Il presbiterio, non particolarmente ampio, ospita anche nella volta del catino absidale una imponente rappresentazione di Cristo Pantocratore circondato da santi e gente comune.
La chiesa fu adeguata alle norme postconciliari negli anni settanta, allorché si provvide ad aggiungere l'altare rivolto verso l'assemblea e a rimuovere le balaustre che delimitavano il presbiterio.

#### Navate

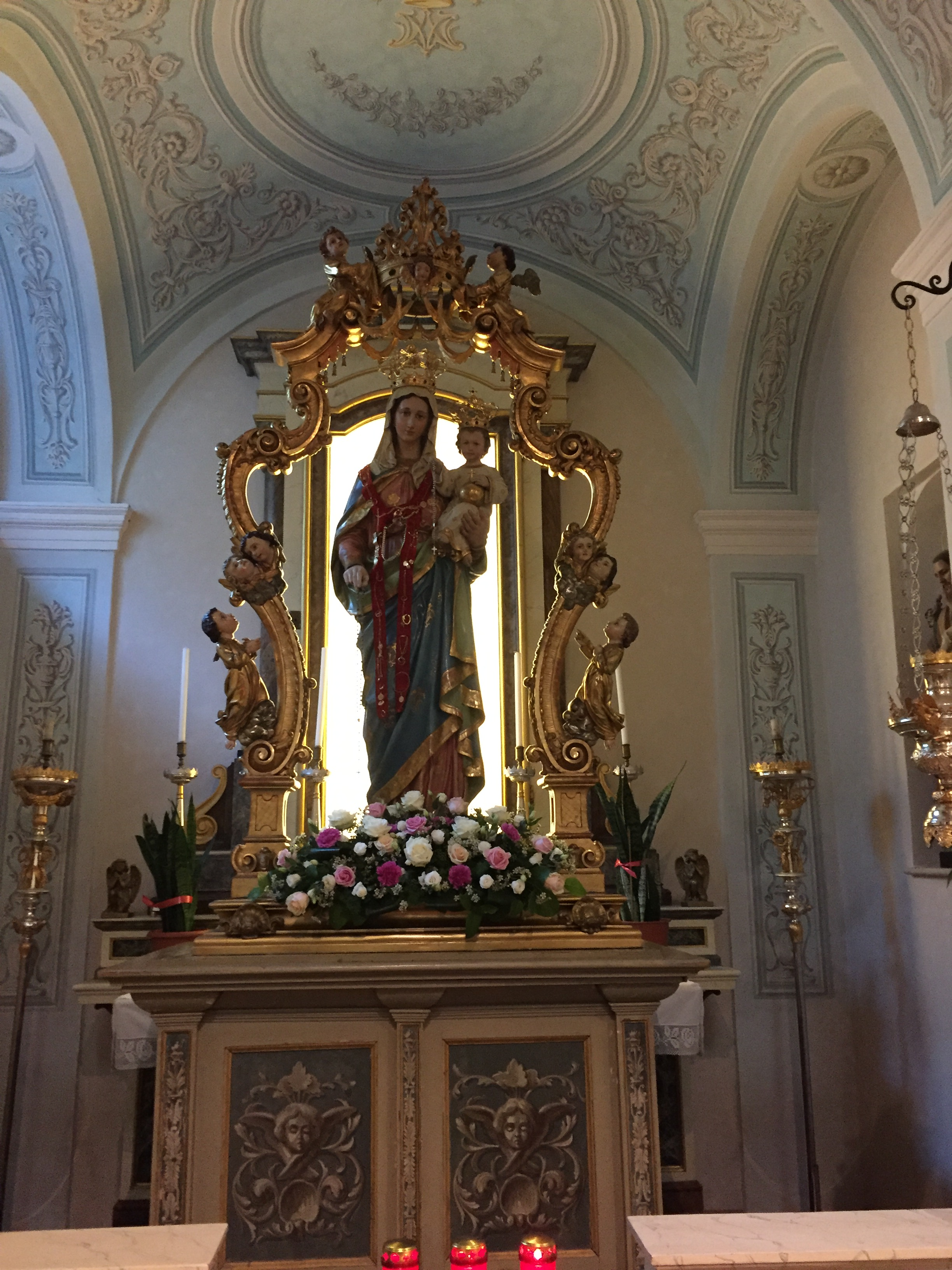
Statua della Madonna del Rosario preparata per la processione

La navata centrale ad ampia botte è finitamente decorata. Nella navata centrale possiamo individuare diversi cicli di affreschi, il più importante è quello dei quattro evangelisti, nei lati della volta. Nelle lunette delle aperture delle finestre e al centro della volta, invece, sono presenti immagini di santi della tradizione popolare.
Le decorazioni e stucchi sulla volta a botte hanno una impronta tardo rinascimentale proponendo tondi incorniciati e putti avvolti in lembi di veli.
Le navate laterali non presentano particolari decorazioni a muro se non per le finte aperture sul soffitto.

#### Controfacciata

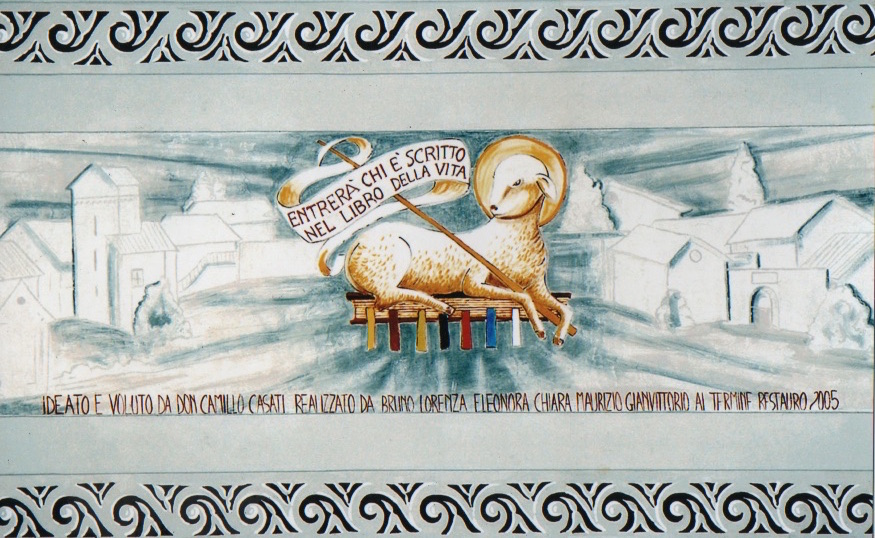
La santa Gerusalemme Celeste, controfacciata

Nella controfacciata della chiesa c'è il dipinto della santa Gerusalemme Celeste realizzato nel 2005 durante i restauri della chiesa. In primo piano c'è un agnello bianco che sta a raffigurare Gesù, seduto sul libro della Vita, uno dei possibili scenari del Giudizio universale.
Collocato sopra alla porta, sullo sfondo si intravede un paese, per analogia Roncello.

### Vetrate

#### Vetrata del Giubileo

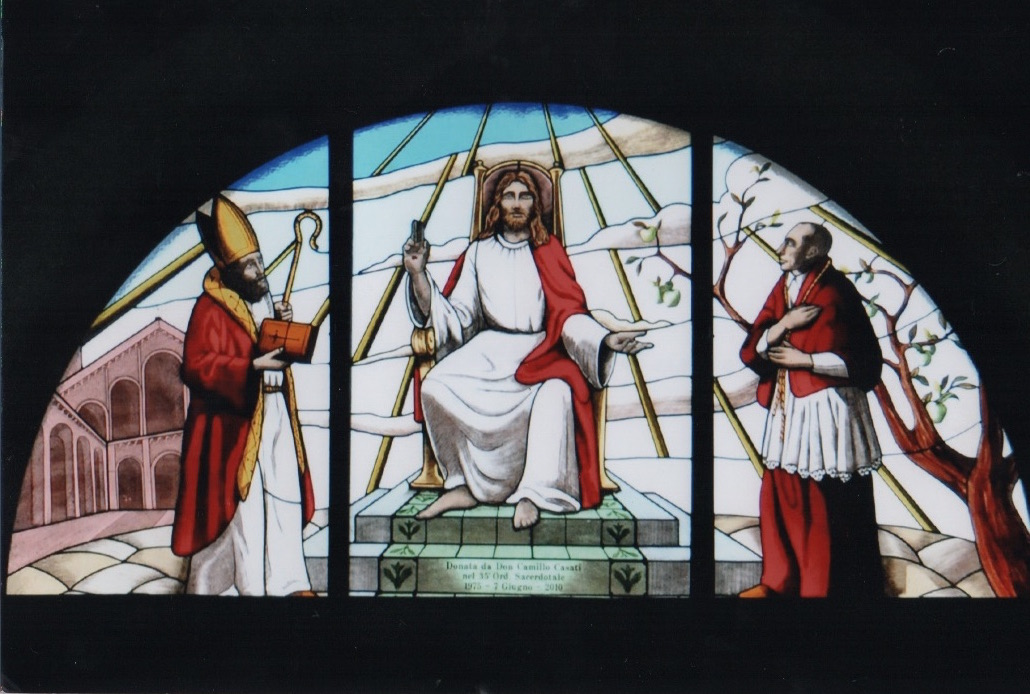
Vetrata del Giubileo (2010)

La Vetrata del Giubileo, posta come rosone, che rappresenta Gesù benedicente con ai due lati i due patroni (Sant'Ambrogio a destra e San Carlo a sinistra) è stata realizzata nel 2010. Essa è divisa in tre porzioni verticali e realizzata con la tecnica del vetro piombato policromo. Sullo sfondo della figura di Sant'Ambrogio è possibile riconoscere la basilica di Sant'Ambrogio a Milano, invece dietro San Carlo un albero in fiore.
È stata voluta dal parroco don Camillo Casati, in occasione del Giubileo del 150º anniversario dalla parrocchia.

#### Lunette delle navate
Le apertura a lunetta delle navate rinnovate nel 2019 rappresentano i misteri del Rosario. Sono state realizzate con la medesima tecnica della Vetrata del Giubileo e dallo stesso laboratorio.

## Tradizioni religiose
- La domenica dopo la festa del Corpus Domini, si porta in processione il Santissimo Sacramento, preceduto dai fanciulli della prima comunione che lanciano per il passaggio della processione petali di rose portate dai roncellesi. Il baldacchino usato per la cerimonia risale al 1800.
- Dalla processione del Corpus Domini alla ricorrenza del 3 agosto il colore liturgico usato è il rosso al posto del verde.
- Nella processione della festa del paese, la terza domenica di ottobre, viene portata in processione per le strade del paese la statua lignea della Madonna del Rosario.